# Rhyopsocus bentonae
Rhyopsocus bentonae är en insektsart som beskrevs av Sommerman 1956. Rhyopsocus bentonae ingår i släktet Rhyopsocus och familjen Psoquillidae. Inga underarter finns listade i Catalogue of Life.